# Fram (Paraguai)

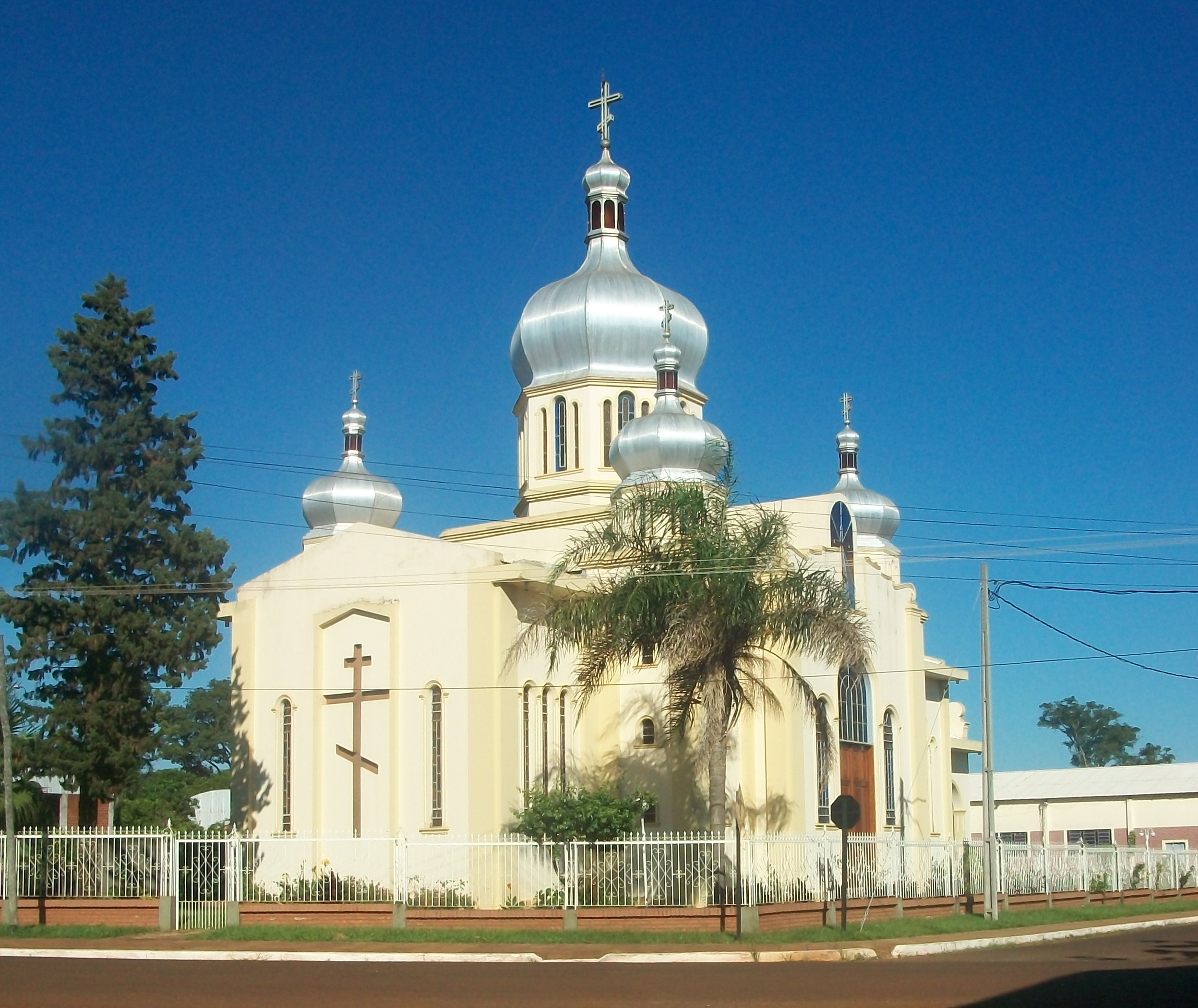
Basílica ortodoxa "Epifanía del Señor", departamento de Itapúa, Paraguay

Fram é uma cidade do Paraguai, Departamento Itapúa.

## Transporte
O município de Fram é servido pelas seguintes rodovias:
- Caminho em pavimento ligando a cidade de Carmen del Paraná ao município de Pirapó. [1][2][3]